# Высокское сельское поселение (Унечский район)
Высо́кское сельское поселение — муниципальное образование в южной части Унечского района Брянской области. Административный центр — село Высокое.
Образовано в результате проведения муниципальной реформы в 2005 году, путём слияния дореформенного Высокского сельсовета и части Рассухского сельсовета.

## Население
| 2010  | 2011  | 2012  | 2013  | 2014  | 2015  | 2016  | 2017  | 2018  |
| ----- | ----- | ----- | ----- | ----- | ----- | ----- | ----- | ----- |
| 2014  | ↘2000 | ↘1930 | ↘1858 | ↘1803 | ↘1777 | ↘1741 | ↘1691 | ↘1650 |
| 2019  | 2020  | 2021  |       |       |       |       |       |       |
| ↘1605 | ↘1584 | ↘1407 |       |       |       |       |       |       |

## Населённые пункты
| №  | Населённый пункт | Тип     | Население |
| -- | ---------------- | ------- | --------- |
| 1  | Анушино          | деревня | ↘43       |
| 2  | Бородинка        | деревня | ↘38       |
| 3  | Борозднино       | деревня | ↘2        |
| 4  | Водвинка         | деревня | ↘29       |
| 5  | Высокое          | посёлок | ↘535      |
| 6  | Высокое          | село    | ↘359      |
| 7  | Гудово           | село    | ↘72       |
| 8  | Долматово        | деревня | ↘82       |
| 9  | Дубровск         | деревня | ↘11       |
| 10 | Лужки            | деревня | ↘43       |
| 11 | Новодубровск     | посёлок | ↘18       |
| 12 | Плотково         | деревня | →30       |
| 13 | Рассуха          | село    | ↘250      |
| 14 | Рохманово        | село    | ↘306      |
| 15 | Семешково        | село    | ↘19       |
| 16 | Труханово        | село    | ↘21       |